# Roger Waters
George Roger Waters, född 6 september 1943 i Great Bookham nära Leatherhead i Surrey, är en brittisk basist, sångare och låtskrivare.
Waters är mest känd från sin tid som medlem av rockbandet Pink Floyd från starten 1965 fram till 1983 samt år 2005. Förutom att spela bas skrev han många kompositioner till gruppens album och var en av bandets sångare. Han har även gjort en solokarriär.

## Biografi

### Tidiga år (1943–1965)
Waters föddes 1943 i närheten av den lilla staden Leatherhead men växte upp i Cambridge. När han bara var fem månader gammal dog hans far i ett slag i den italienska staden Anzio under andra världskriget. Avsaknaden av sin far har genomsyrat en ganska stor del av Waters musik och märks främst på Pink Floyd-skivan The Final Cut (1983) och på låten "When the Tigers Broke Free" som var med i filmatiseringen av Pink Floyds rockopera The Wall.
Roger Waters gick på samma skola som Syd Barrett under många år och David Gilmour gick på en skola som låg på samma gata . Nick Mason och Richard Wright träffade han under sin tid på universitetet. Som ung var Waters mycket intresserad av (och duktig i) idrott, speciellt simning. När han var 15 år gammal var han ordförande i en organisation för avvecklandet av kärnkraften.

### Pink Floyd-åren (1965–1985)

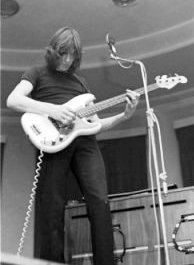
Roger Waters under en konsert med Pink Floyd i februari 1970

Tillsammans med Syd Barrett, Nick Mason och Richard Wright bildade Waters Pink Floyd 1965. Även om Barrett i början skrev de flesta låtarna skrev Waters "Take Up Thy Stethoscope and Walk" på debut-LP:n The Piper at the Gates of Dawn från 1967.
Efter att gruppen nådde mer och mer framgång började Barretts mentala och fysiska hälsa göra det omöjligt för honom att leda bandet och Waters tog mer och mer över rollen som låtskrivare och sångare tillsammans med David Gilmour som hade gått med i bandet för att avlasta och senare ersätta Barrett.
1970 samarbetade Waters med kompositören Ron Geesin (som samarbetat med Pink Floyd på albumet Atom Heart Mother samma år) och skrev ett soundtrack kallat Music from ”the Body”.
Waters tog mer och mer över den kreativa rollen i Pink Floyd och hans idéer om att göra konceptalbum resulterade i The Dark Side of the Moon och Wish You Were Here. Han hade även ett finger med i spelet på i princip alla låttexter som skrevs och de övriga medlemmarna började mer och mer rikta in sig på att skriva musiken. Till en början fungerade detta bra, de övriga medlemmarna tyckte att Waters var en utmärkt textförfattare och fann sig i situationen. Efter 1975 års Wish You Were Here började dock harmonin minska. På 1977 års Animals saknas bidrag från Mason och Wright nästan totalt medan Gilmour endast krediteras på låten "Dogs". På 1979 års dubbelskiva The Wall står de övriga bandmedlemmarna endast med som upphovsman på tre av tjugosex låtar ("Young Lust", "Run Like Hell" och "Comfortably Numb". På alla dessa står dock även Waters med som upphovsman). En fjärde låt, "The Trial", skrev Waters tillsammans med producenten Bob Ezrin. Under inspelandet av The Wall blev de inre stridigheterna i bandet så stora att Waters sparkade Richard Wright men de behöll honom på den efterföljande turnén. Ironiskt nog var Wright den enda som gjorde en ekonomisk vinst på turnén eftersom han hade en fast lön medan de övriga fick dela på de extremt höga turnékostnaderna. Waters står som upphovsman (ensam eller tillsammans med någon annan) på 80 % av bandets låtar, vilket till stor del beror på alla sångtexter han skrev till gruppen.
Den sista skivan med Waters – Gilmour – Mason som Pink Floyd släpptes 1983. The Final Cut kan dock närmast betraktas som ett soloalbum av Waters ”framfört av Pink Floyd”, som det står på albumets baksida. Skivan är ett konceptalbum som tar upp Waters avsky mot krig och saknaden efter sin far. Gilmour försökte förgäves skjuta upp inspelningen av skivan eftersom han själv inte hade skrivit något material men eftersom Waters kände så starkt för temat och texterna var så personliga spelades det in ändå. Det sägs att Waters erbjöd de övriga att ge ut albumet som ett soloalbum men de andra skulle inte ha velat det. Nick Mason dementerar dock det påståendet i sin bok Inside Out: A Personal History of Pink Floyd.
Vanligtvis spelade Waters bas i Pink Floyd men han har även spelat elgitarr på några låtar (till exempel på "Pigs (Three Different Ones)" och "Sheep" från albumet Animals). Dessutom har han ofta spelat akustisk gitarr live, både med Pink Floyd och solo. Detta har han främst gjort på låtar från The Final Cut och på "Shine On You Crazy Diamond".
1985 tillkännagav Waters att Pink Floyd hade splittrats. Efter brytningen med Pink Floyd ville Mason och Gilmour fortsätta använda namnet Pink Floyd på sin grupp, något som Waters inte var speciellt nöjd med och det resulterade i stämningar och smutskastningar i tidningarna. Waters ansåg att eftersom det nya bandet saknade tre av de fyra originalmedlemmarna (Waters, Barrett och Wright) kunde det omöjligt fortsätta kalla sig Pink Floyd. Ett annat argument han använde var att han skrivit en stor majoritet av de låtar bandet framfört sedan Barrett hoppat av. Gilmour och Mason fick senare rättigheten att använda Pink Floyd som namn och man fick även rättigheter till en stor del av bandets låtar. Waters behöll dock hela The Final Cut och samtliga utom tre låtar på The Wall, dessutom behöll han rättigheten till Pink Floyd-grisen som använts bland annat under konserter och på omslaget till Animals.

### Solokarriär (1985– )
Efter brytningen med Pink Floyd har Waters fortsatt med en solokarriär och bland annat gett ut tre konceptalbum, ett filmsoundtrack och en opera. Även om han inte sålt lika många skivor som under tiden i Pink Floyd har han stundtals fortsatt fått mycket god kritik.
Den första soloskivan, The Pros and Cons of Hitch Hiking från 1984, är ett konceptalbum som handlar om en man som drömmer fram på småtimmarna. Skivan utspelar sig mellan klockan 4.30 och 5.11 på morgonen och spelas upp i realtid och behandlar drömmarna mannen har. Bland de musiker som backade upp Waters på skivan finns den legendariska gitarristen Eric Clapton (Clapton deltog även under vissa konserter) och jazzsaxofonisten David Sanborn. Musiken och låtarna skrevs samtidigt som Pink Floyds The Wall och Waters spelade upp både The Wall och Pros and Cons för medlemmarna men de valde att ge ut den förstnämnda. Skivan mottog blandad kritik. Kurt Loder på tidningen Rolling Stone beskrev skivan som "strangely static, faintly hideous record...Waters sounds like the kind of guy who'd bring Hershey bars and nylons along on a first date" medan Mike DeGagne på All Music Guide gav skivan fyra stjärnor av fem och hyllade albumet för dess "ingenious symbolism and his brilliant use of stream of consciousness within a subconscious realm". 
1986 skrev Waters soundtracket till filmen Tryggare kan ingen vara. Bandet han spelade med kallades för The Bleeding Hearts Band och innehöll bland andra keyboardspelaren Paul Carrack. Bandet deltog även på hans kommande skiva Radio K.A.O.S. (men krediterades inte alltid så) som släpptes 1987. Även detta var ett konceptalbum som handlade om Billy som kan höra radiovågor i huvudet. Detta album sålde inte speciellt bra men en anledning kan vara att han konkurrerade med Pink Floyds senaste skiva A Momentary Lapse of Reason.
Efter Berlinmurens fall 1989 gjorde Waters en stor välgörenhetskonsert av The Wall på Potsdamer Platz i Berlin den 21 juli 1990. Konserten var en av de största i historien och besöktes av omkring 300 000 åskådare och kunde ses av över 500 miljoner tv-tittare världen över.
1992 släppte Waters konceptalbumet Amused to Death som handlade om tv:s korrupta natur. Skivan är den bäst bemötta skivan hittills i Waters solokarriär. Albumet jämfördes av kritikerna med Pink Floyds storsäljare The Wall och innehöll hitsingeln "What God Wants, Part 1" som nådde nummer 4 på "mainstream rock" listorna. Waters gästades på skivan av legendariska gitarristen Jeff Beck.
1999 gav sig Waters ut på en stor världsturné, kallad In the Flesh. Han spelade både solomaterial och låtar från Pink Floyd-tiden och biljetterna var så efterfrågade att han turnerade i hela tre år. En av konserterna släpptes på CD och DVD och kallades kort och gott In the Flesh: Live.
Under 2004 tillkännagav Miramax Films att en uppsättning av The Wall skulle komma på Broadway. Förutom originallåtarna från The Wall kommer även låtar från Dark Side of the Moon, Wish You Were Here och andra Floydalbum finnas med. Waters skall spela en stor roll i produktionen. Den första maj 2004 premiärspelades ouvertyren från Waters opera Ça Ira i Maltas huvudstad Valletta inför utökningen av den europeiska unionen. Operan skulle dock inte bli helt färdig på ungefär ett år. 

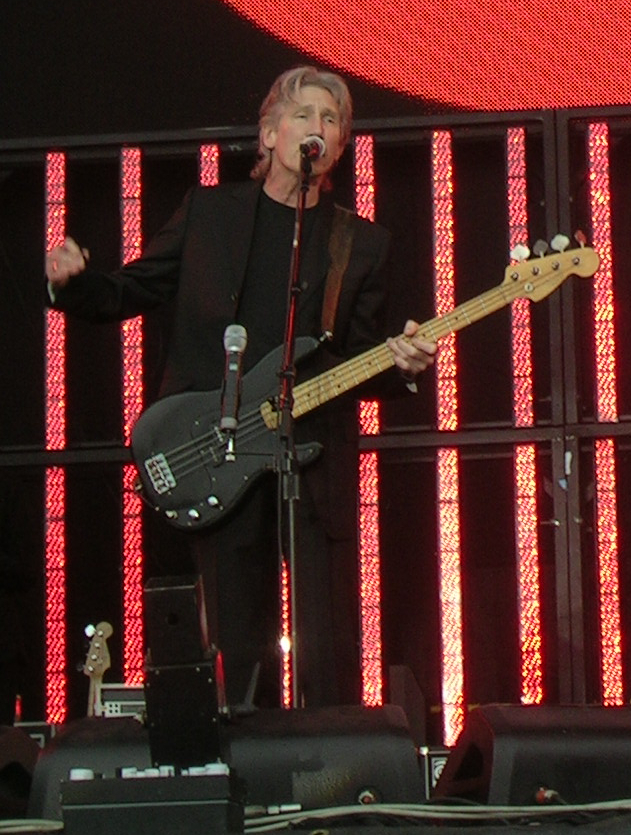
Waters under "Dark Side of the Moon"-turnén i Norge den 26 juni 2006

I september 2004 släppte Waters två nya låtar, "To Kill the Child" och "Leaving Beirut", på Internet. Båda låtarna behandlade 2003 års invasion av Irak. Waters sa själv att han hade skrivit låtarna direkt när USA gick in i Irak men att han väntat med att släppa dem tills nu för att de förhoppningsvis skulle hjälpa till att få bort George W. Bush från makten vid presidentvalet samma år. I låtarna kritiserar han både Bush och Storbritanniens Tony Blair. Efter tsunamikatastrofen 2004 framförde Waters "Wish You Were Here" tillsammans med Eric Clapton på en välgörenhetskonsert.
På Live 8 galan 2005 återförenades Waters med de övriga i Pink Floyd och gjorde en 23 minuter lång spelning i London som inkluderade låtarna "Speak to Me/Breathe", "Money", "Wish You Were Here" och "Comfortably Numb". Återföreningen var dock bara en engångshändelse. Waters sa kort efter konserten trots att det var en positiv upplevelse att spela med Pink Floyd igen var chansen liten att återföreningen skulle fortsätta. Hans och Gilmours musikaliska och ideologiska motsättningar var för stora. Gilmour kände inte heller för en fortsättning och beskrev en eventuell turné som "att ha sex med min exfru igen".
För tillfället jobbar Waters på två nya album varat ett, med arbetsnamnet Heartland, kan komma att släppas under 2007. Två låtar som möjligtvis kan komma med är "Each Small Candle" som finns med på In the Flesh Live och "Flickering Flame" från kompilationen Flickering Flame: The Solo Years Vol. 1. Det andra albumet kommer att ha temat kärlek och en möjlig låt på det albumet är "Woman" som kunde höras under sound check på In the Flesh-turnén.
I februari 2005 annonserade Waters på sin webbplats att operan Ça Ira äntligen var färdig efter 16 års arbete. Den släpptes på CD och DVD den 27 september samma år. Originaltexten, som utspelar sig under den franska revolutionen, skrevs på franska av den nu avlidna Étienne Roda-Gil och Waters har sedan 1997 omarbetat libretton till engelska.
Under sommaren 2006 turnerade han i Europa och under hösten i Nordamerika på sin The Dark Side Of the Moon Live Tour. Som en del av setlistan framför han hela Pink Floyds kanske mest klassiska album The Dark Side of the Moon. Turnén förväntas bli lika framgångsrik som In the Flesh-turnén var och en andra omgång av turnén startar 2007 när han skall besöka Australien, Asien, Europa, Sydamerika och Nordamerika fram till juni. På turnén har Nick Mason deltagit på några spelningar och även Rickard Wright har varit inbjuden men han har avböjt för att istället arbeta på soloprojekt.
Han bidrog i mars 2007 med en låt till soundtracket till filmen The Last Mimzy. Skriven tillsammans med film-kompositören och tidigare Oscar-vinnaren Howard Shore, producerad av Grammy-vinnaren James Guthrie. Waters låt, Hello (I Love You), ligger som soundtrack under eftertexterna ("the credits"). Waters kommenterade om dess utveckling: "I think together we've come up with a song that captures the themes of the movie – the clash between humanity's best and worst instincts, and how a child's innocence can win the day"
Under september 2010 till september 2013 turnerade Roger Waters med sin turné The Wall Live. Det var första gången sedan The Wall live in Berlin 1990 som hela The Wall satts upp som föreställning. :The Wall Live, concert tour

## Diskografi

### Studioalbum
- 1984 – The Pros and Cons of Hitch Hiking
- 1987 – Radio K.A.O.S.
- 1992 – Amused to Death
- 2017 – Is This the Life We Really Want?

### Livealbum
- 1990 – The Wall: Live in Berlin
- 2000 – In the Flesh: Live

### Övrigt
- 1970 – Music from "The Body" (soundtrack)
- 1987 – When the Wind Blows (soundtrack)
- 2003 – Flickering Flame: The Solo Years Vol. 1 (samling)
- 2003 – To Kill the Child/Leaving Beirut (singel)
- 2005 – Ça Ira (opera)
- 2007 – Hello (I Love You) (soundtrack, singel)